# Escut de Canals
L'escut de Canals és un símbol representatiu que utilitza l'ajuntament de Canals, municipi del País Valencià, a la comarca de la Costera.

## Blasonament
Té el següent blasonament:
| « | Escut quarterat. Primer, d'or els quatre pals de gules. Segon, d'argent dues claus d'or en sautor carregades d'una mitra també d'or. Tercer, el Partidor Reial, del natural. Quart, de gules l'elm de Jaume I d'argent. En l'abisme un escudet d'argent amb el tau d'or. | » |

## Història

Escut oficial de Canals, però que mai ha estat utilitzat per l'Ajuntament.

L'Ajuntament de Canals va adoptar l'escut actual l'any 1955, després d'haver acordat en ple l'11 d'abril la creació d'una heràldica municipal. Després de diversos estudis bibliogràfics i propostes al respecte, el Ple va aprovar, el 16 de juliol, l'estudi de la comissió que proposava un escut quarterat amb diverses al·lusions als fets més destacats de la història de Canals. Segons Alfons Vila, l'esbós inicial era de Vicente Martínez Escutia, secretari de l'ajuntament en aquell moment.
- El primer quarter, el senyal reial, en referència a Jaume I, qui va conquerir la vila de Canals.
- El segon quarter, amb la tiara papal, pel papa Calixt III, qui va nàixer a l'actual barri de la Torre de Canals.
- El tercer quarter és una «representació gràfica de la característica geogràfica de Canals», travessat per canals de rec, que donaren nom a la localitat.
- El quart quarter, també en al·lusió al rei Jaume I, que és representat per la cimera reial d'Aragó (que la Comissió relacionà amb el Rei Conqueridor).
- L'escudet dalt del tot, amb la creu de tau (també present en la bandera), que representa Sant Antoni Abat, patró i titular de l'església parroquial.

També s'hi acordava facultar l'Alcaldia per a elevar al Ministeri de la Governació per a que, d'acord amb la legalitat vigent, l'aprovara definitivament. Finalment, el Decret de 24 de febrer de 1956, publicat al BOE núm. 66 de 6 de març de 1956, autoritzava l'Ajuntament per a crear el seu escut municipal, però establia que este havia de quedar ordenat «en la forma indicada per la Reial Acadèmia de la Història». A l'informe oficial de la RAH s'establix el següent blasonament, notablement diferent i sense cap relació amb l'escut que ja havia adoptat el consistori. Aquest escut es igual a l'escut de Xella, aprovat el 2003, però amb ornaments exteriors:
| « | «Blasó truncat: en el camper superior els pals d'Aragó (...) i en l'inferior les armes dels Borja valencians» (això és «en camper d'or una vaca passant de gules, terrassada de sinople, amb bordura de gules formada per vuit feixos de blat esmaltat d'or») «El tot coronat amb la Reial d'Aragó, idèntica a la de Castella, excepte les diademes que la tanquen, adornat amb dues branques de llorer enllaçades per la seua base i nugades amb una cinta i en aquesta la inscripció Ajuntament de Canals». | » |